# Аристид Мајол
Аристид Мајол (фр. Aristide Maillol, кат. Aristides Maillol, 8. децембар 1861, Банјил сир Мер—27. септембар 1944, Бањул сир Мер) је био француско-каталонски вајар, сликар и графичар. У Француској се Мајол сматра главним антиподом уметничког стила Огиста Родена. Утицао је на европско вајарство прве половине 20. века, као и на касније генерације.
Тема скоро свих Мајолових зрелих радова је женски акт, који је третирао усредсређујући се на стабилне форме у стилу класичне скулптуре. Његово дело је утрло пут уметницима попут Хенрија Мура и Алберта Ђакометија.
Био је сликар и дизајнер све до своје 40. године када је због тешкоћа с видом морао да се окрене вајању.

## Одабрана дела
- Медитеран (La Méditerranée), 1902/05.
- Окован покрет (L'Action enchaînée), 1905.
- Флора (Flora), 1910/12.
- Венера (Vénus), 1924.
- Ил де Франс (L'Île-de-France), 1925.
- Три нимфе (Les trois nymphes), 1930/37.
- Ваздух (L'Air), 1940.
- Хармонија (Harmonie), 1940/44.